# Arnancourt
Arnancourt ist eine französische Gemeinde mit 82 Einwohnern (Stand: 1. Januar 2022) im Département Haute-Marne in der Region Grand Est. Sie gehört zum Kanton Joinville und zum Arrondissement Saint-Dizier. 

## Geografie
Die Gemeinde Arnancourt liegt an der Blaise, etwa 30 Kilometer nordwestlich von Chaumont. Sie ist umgeben von folgenden Nachbargemeinden:
|          | Doulevant-le-Château                        |                    |
|          | Kompassrose, die auf Nachbargemeinden zeigt | Charmes-en-l’Angle |
| Blumeray |                                             | Cirey-sur-Blaise   |

## Bevölkerungsentwicklung

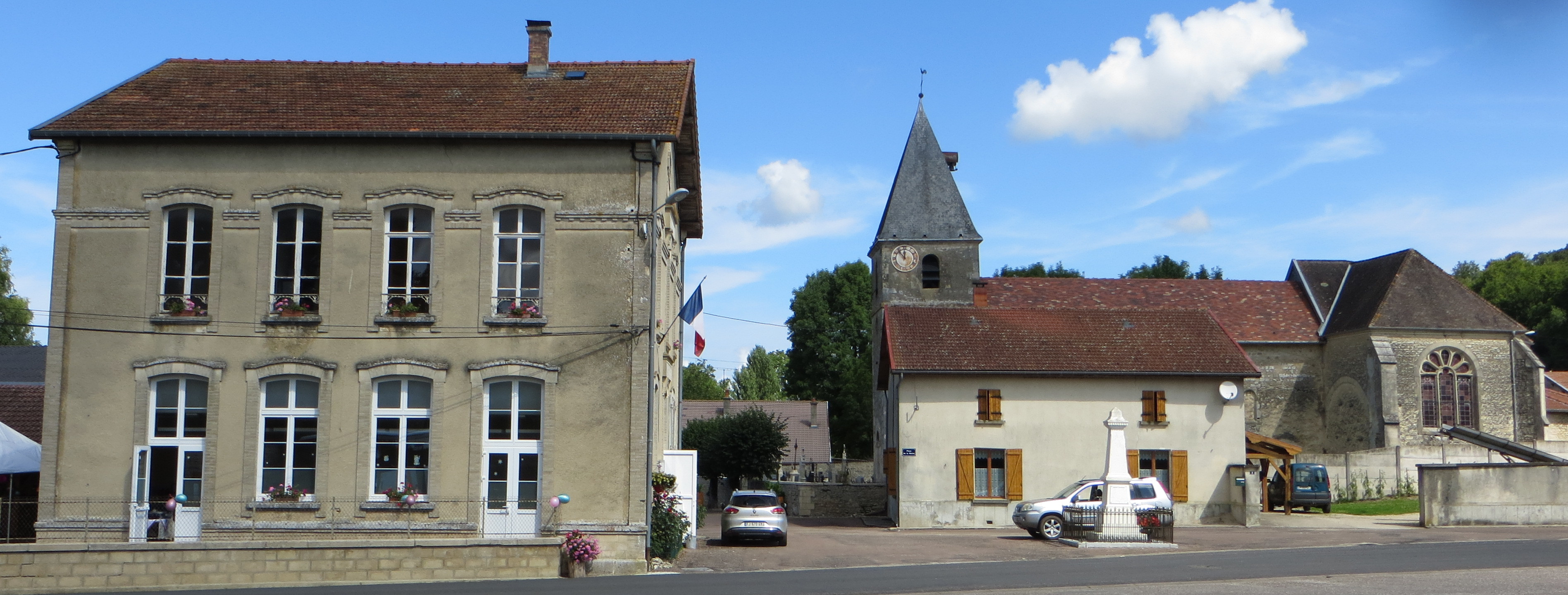
Mairie und Kirche Mariä Himmelfahrt

| Jahr                       | 1962 | 1968 | 1975 | 1982 | 1990 | 1999 | 2008 | 2019 |
| -------------------------- | ---- | ---- | ---- | ---- | ---- | ---- | ---- | ---- |
| Einwohner                  | 172  | 174  | 143  | 127  | 133  | 128  | 111  | 90   |
| Quellen: Cassini und INSEE |      |      |      |      |      |      |      |      |